# Lijst van personen overleden in februari 2022
Dit is een lijst van bekende personen die zijn overleden in februari 2022.

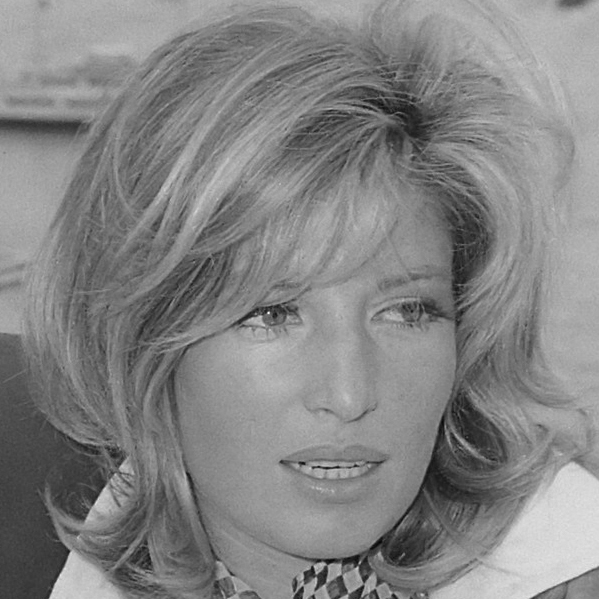
Monica Vitti
2 februari

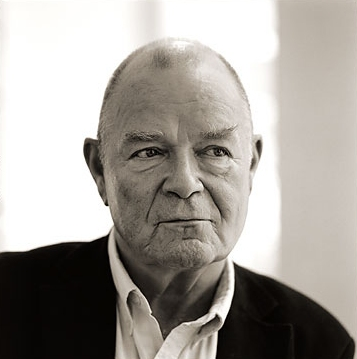
Dieter Mann
3 februari

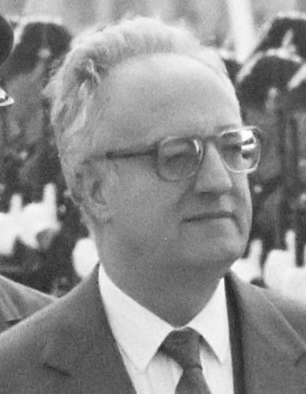
Christos Sartzetakis
3 februari

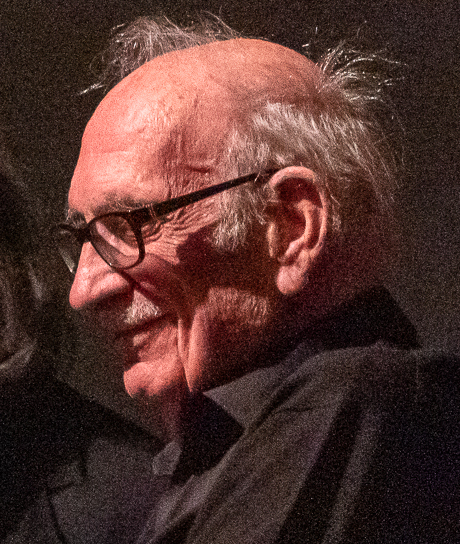
George Crumb
6 februari

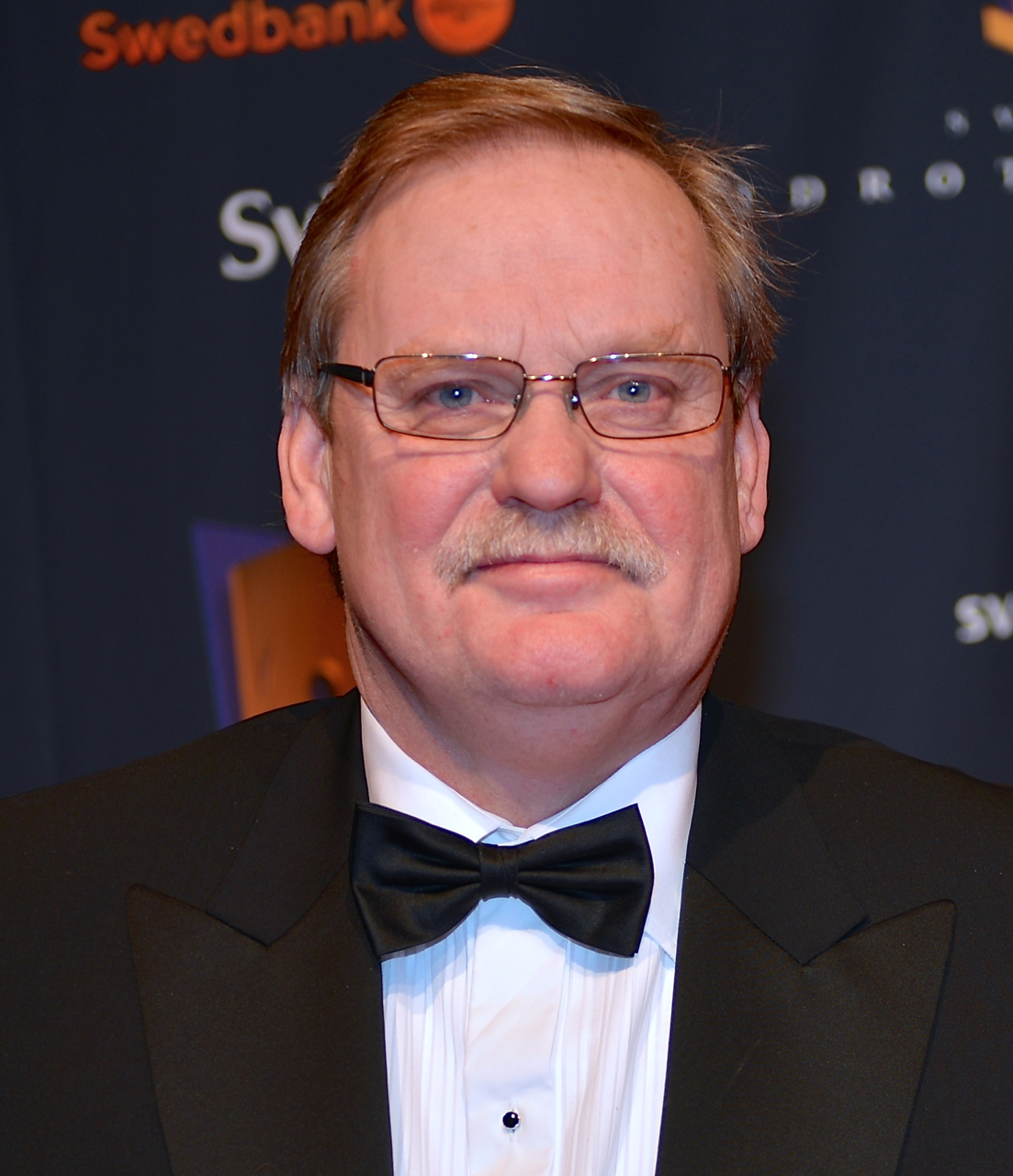
Ronnie Hellström
6 februari

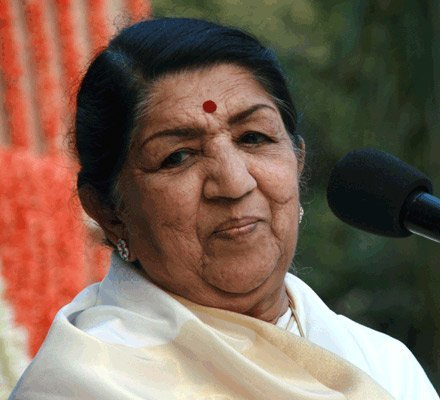
Lata Mangeshkar
6 februari

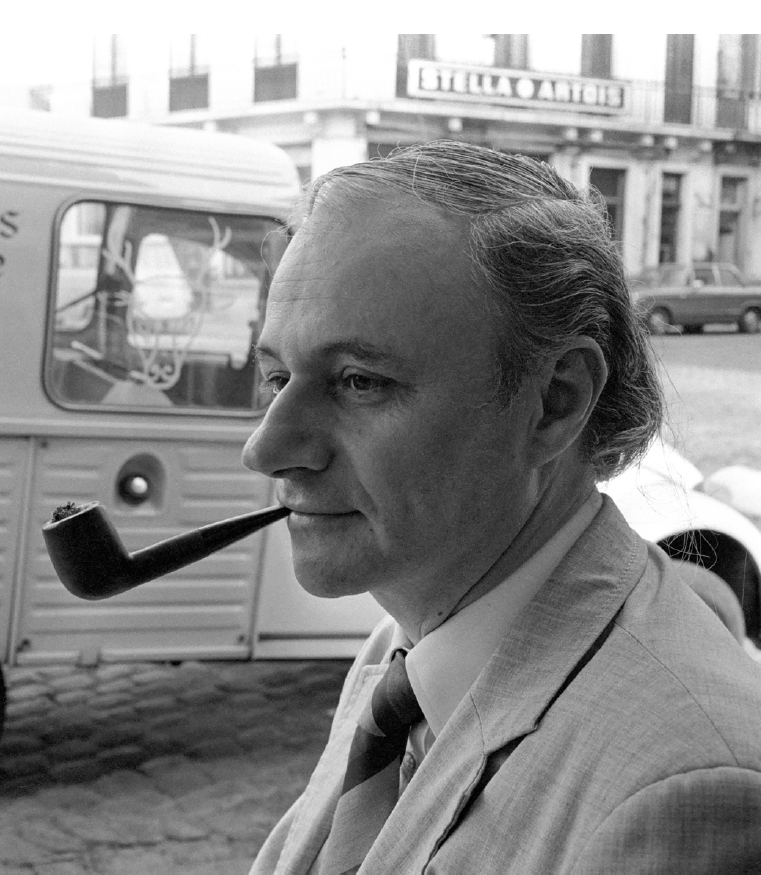
Jacques Calonne
7 februari

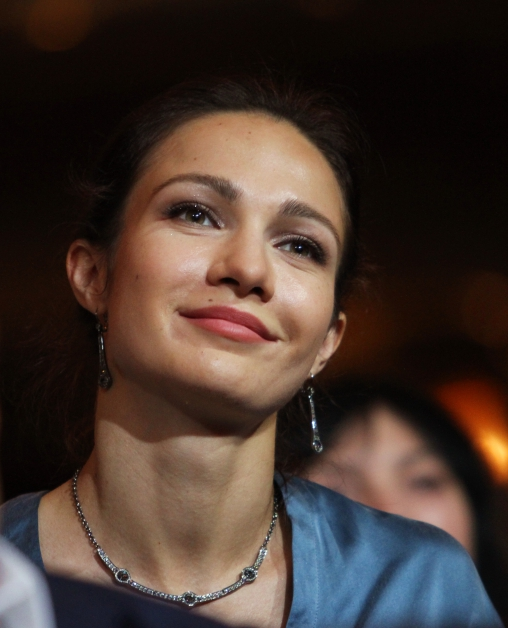
Jevgenija Brik
10 februari

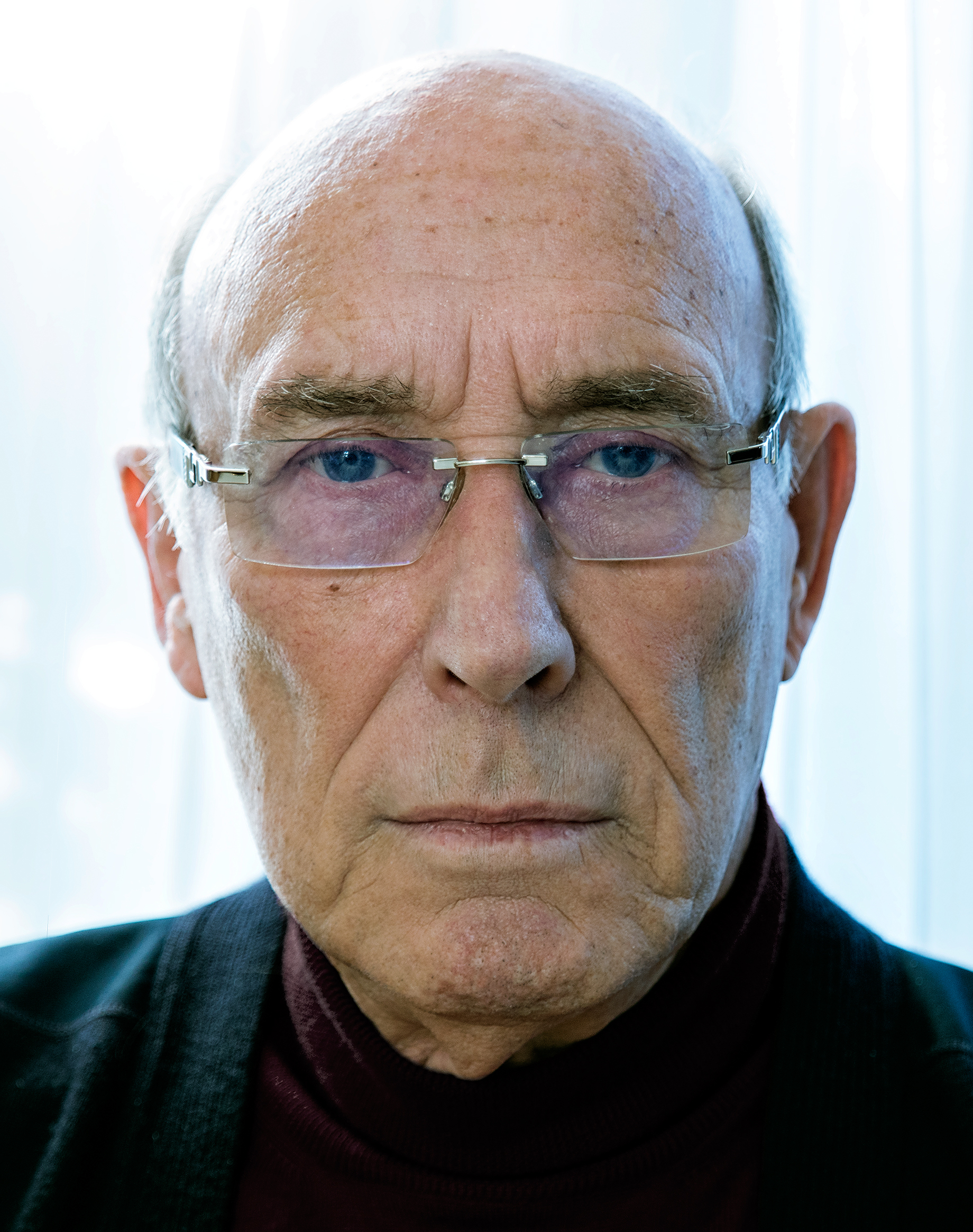
Ari Olivier
10 februari

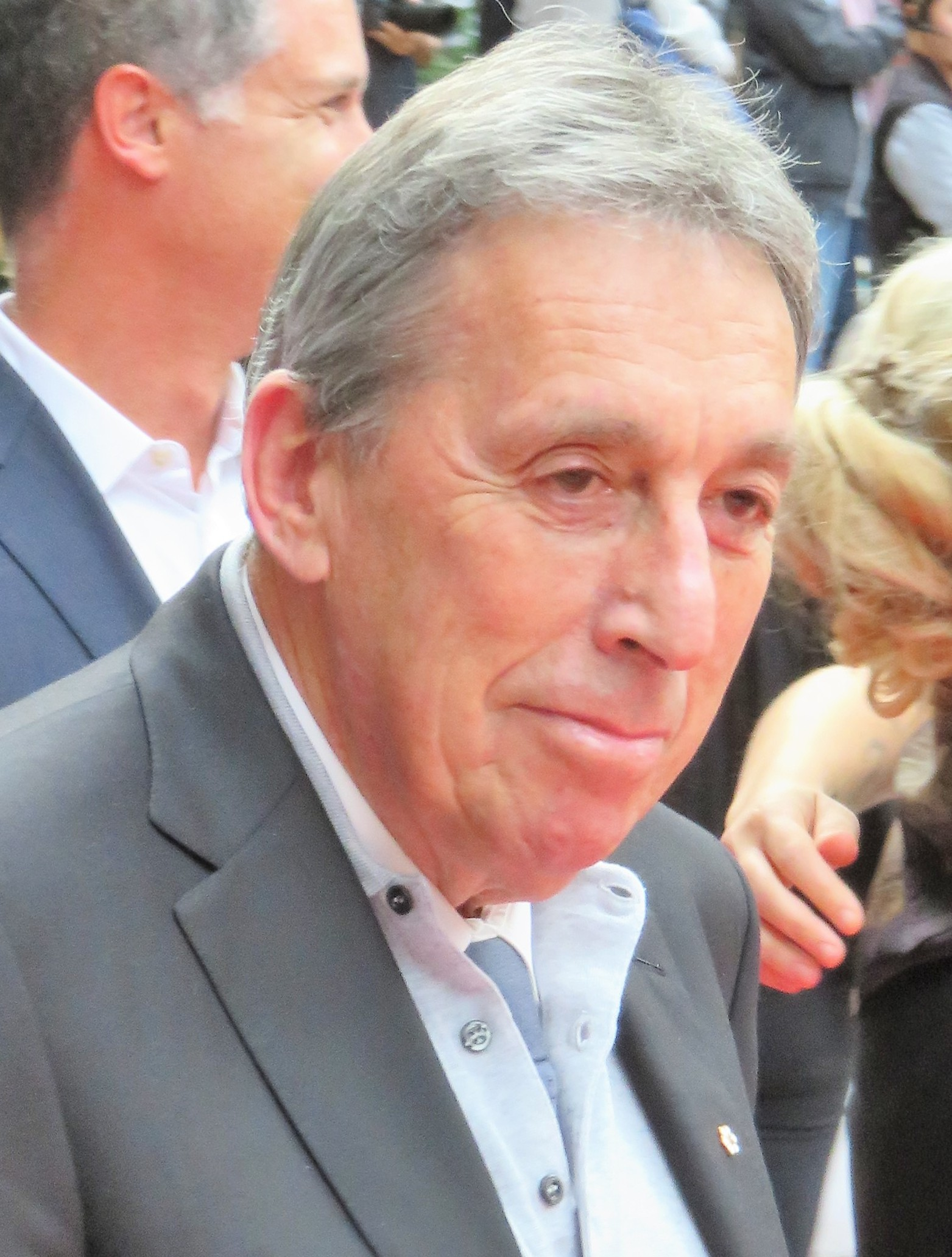
Ivan Reitman
12 februari

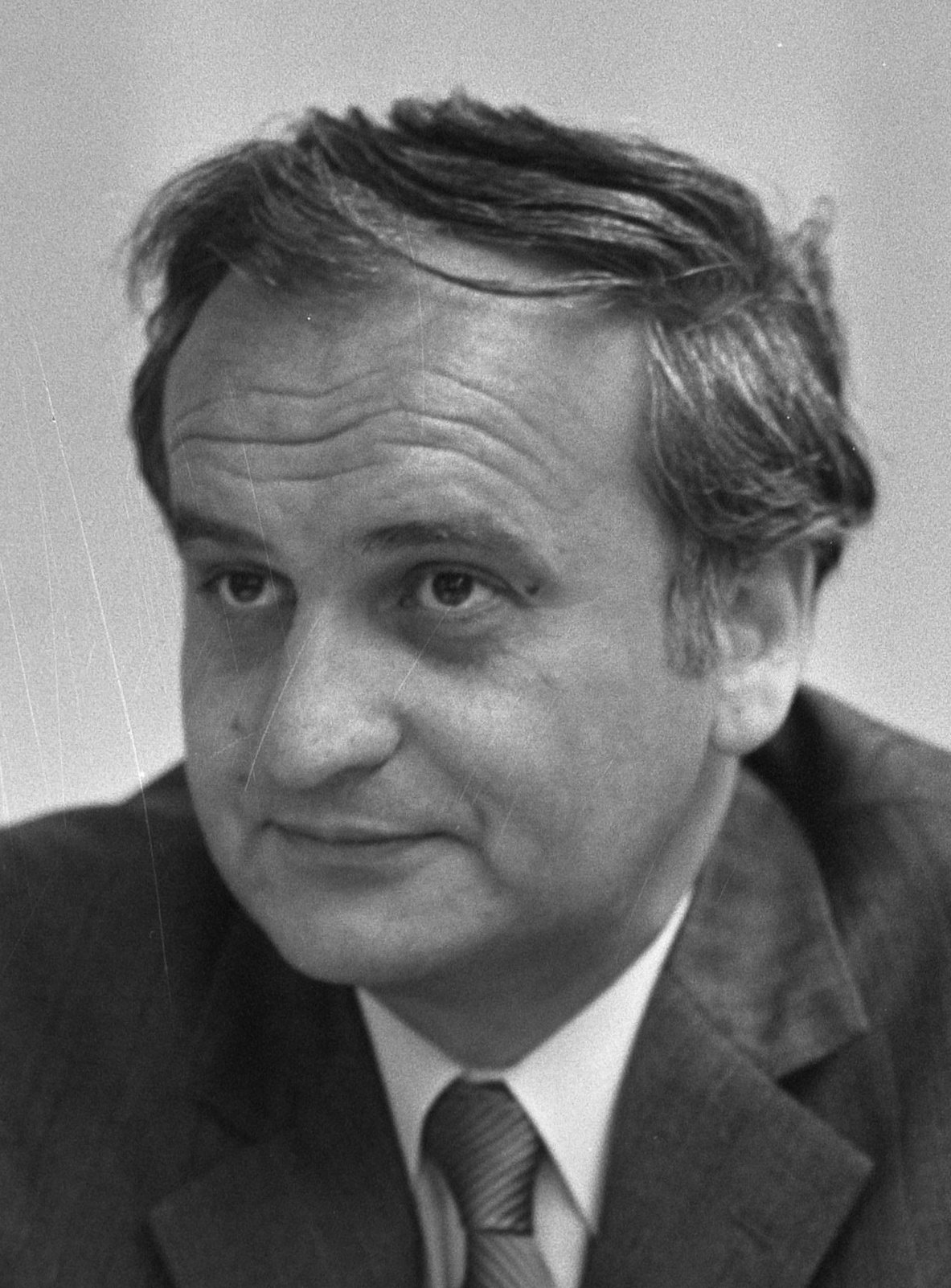
Borislav Ivkov
14 februari

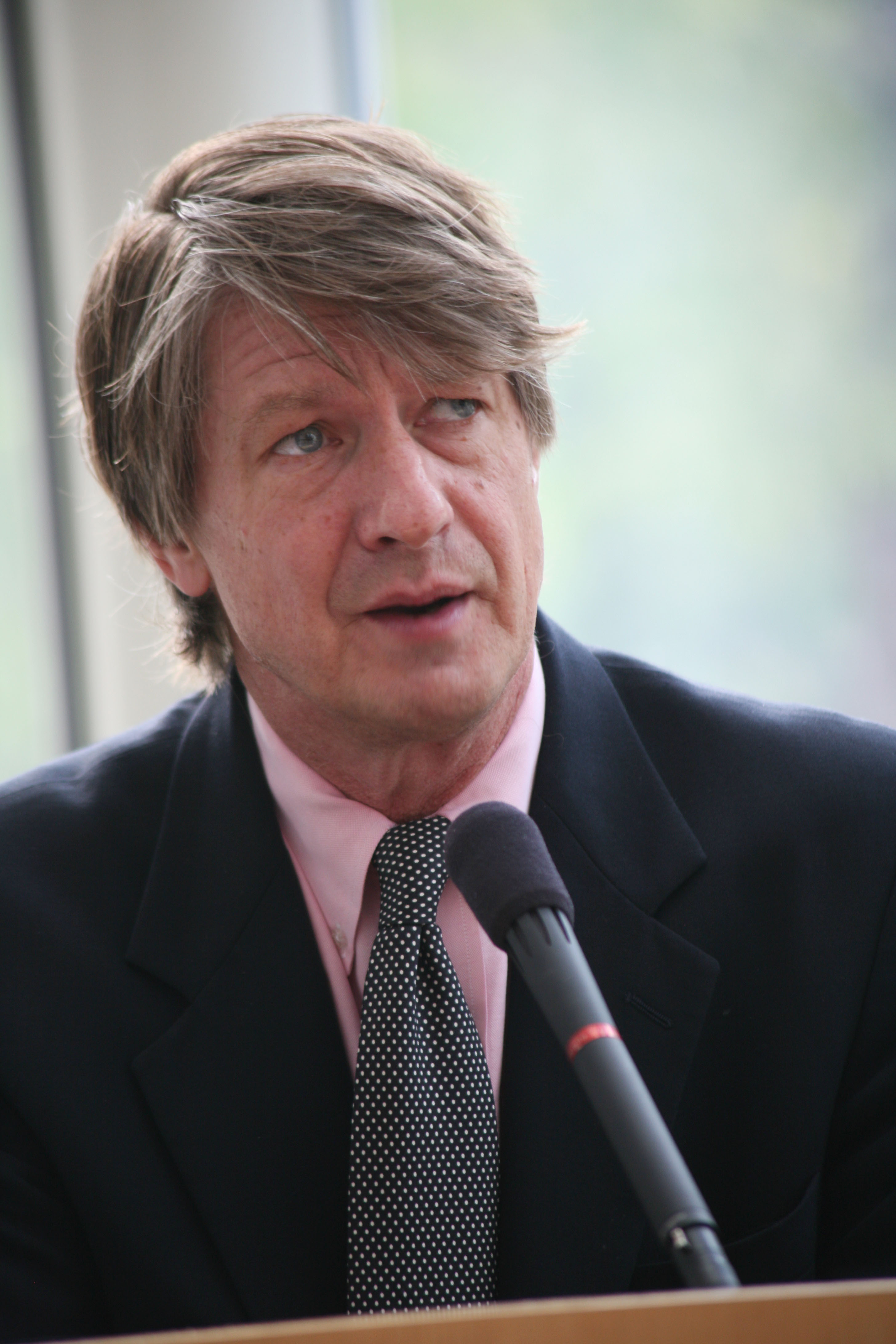
P.J. O'Rourke
15 februari

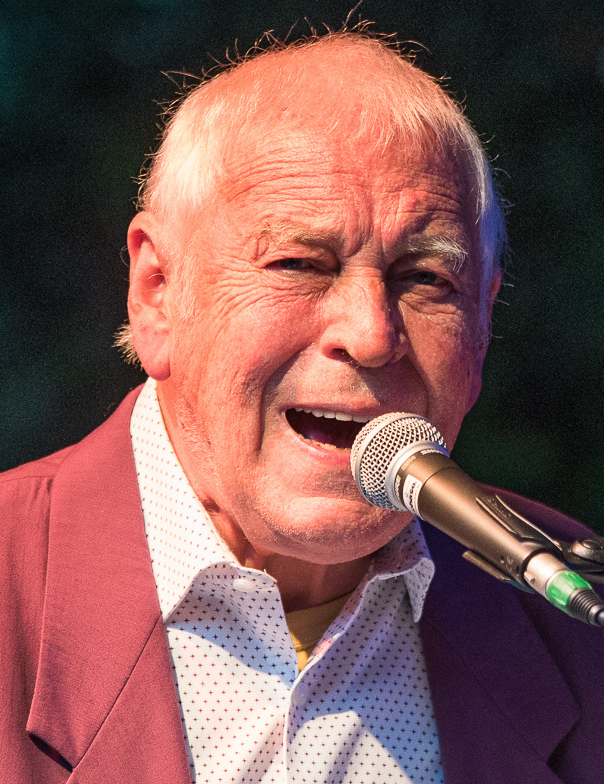
Gary Brooker
19 februari

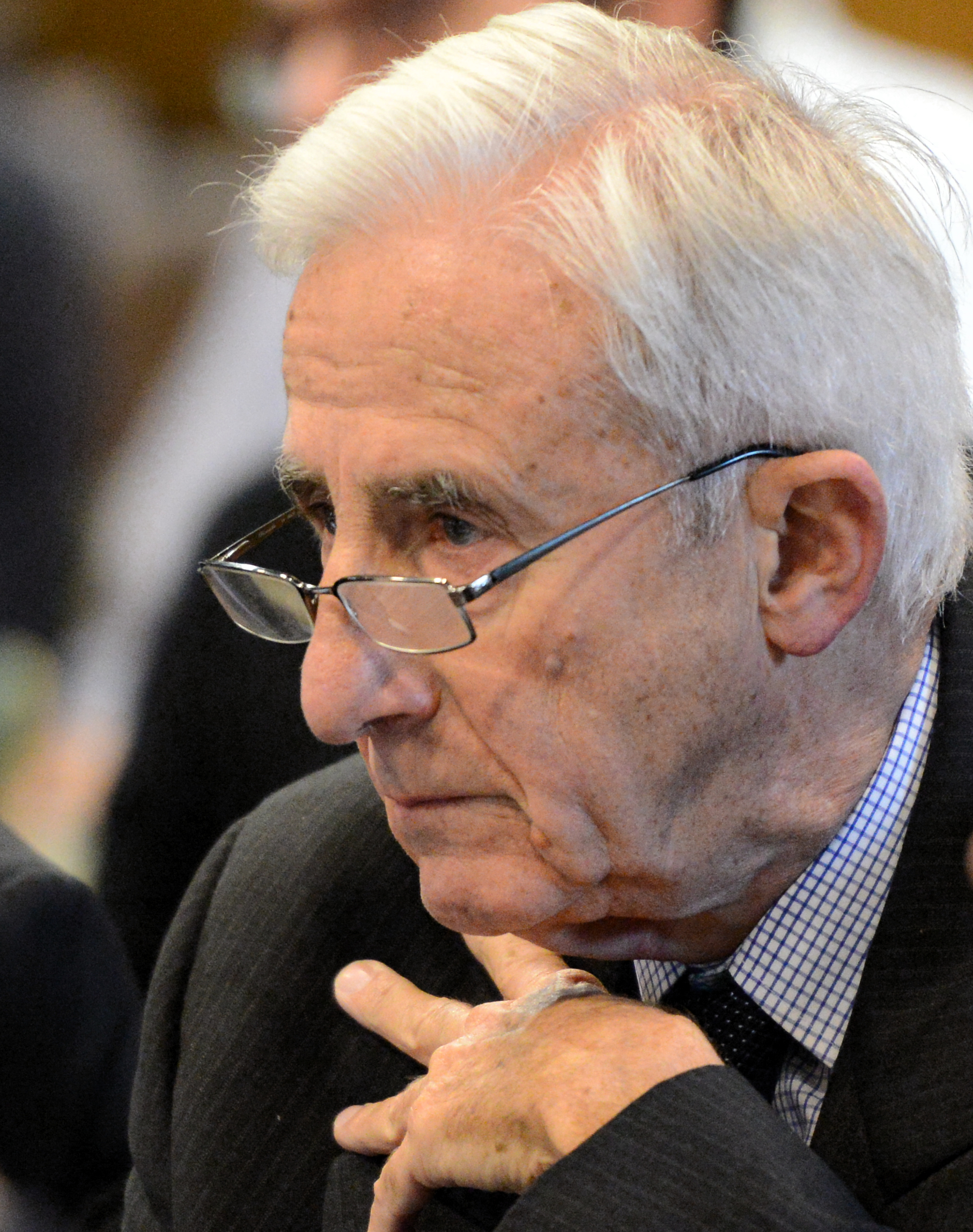
Jacques Poos
19 februari

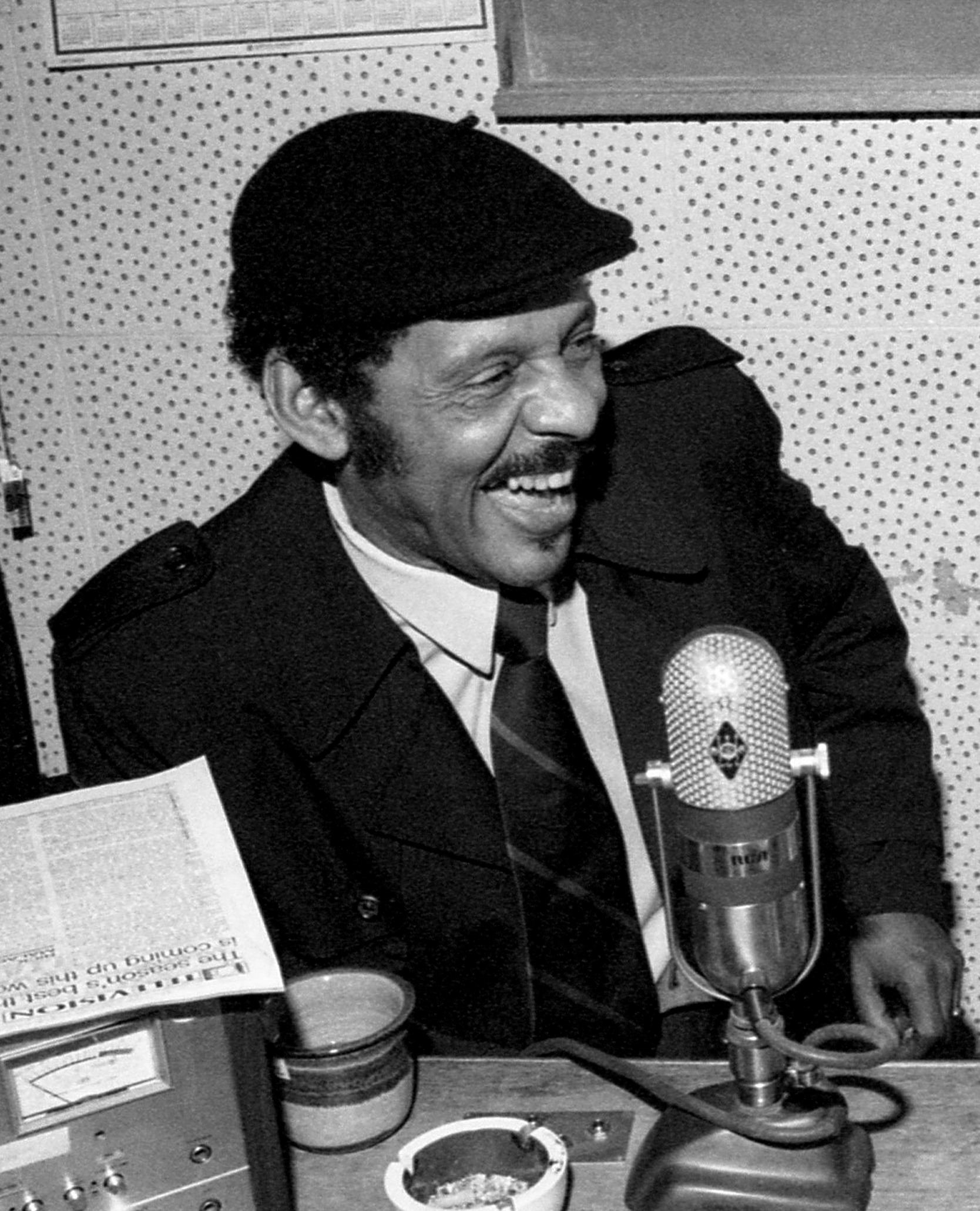
Ernie Andrews
21 februari

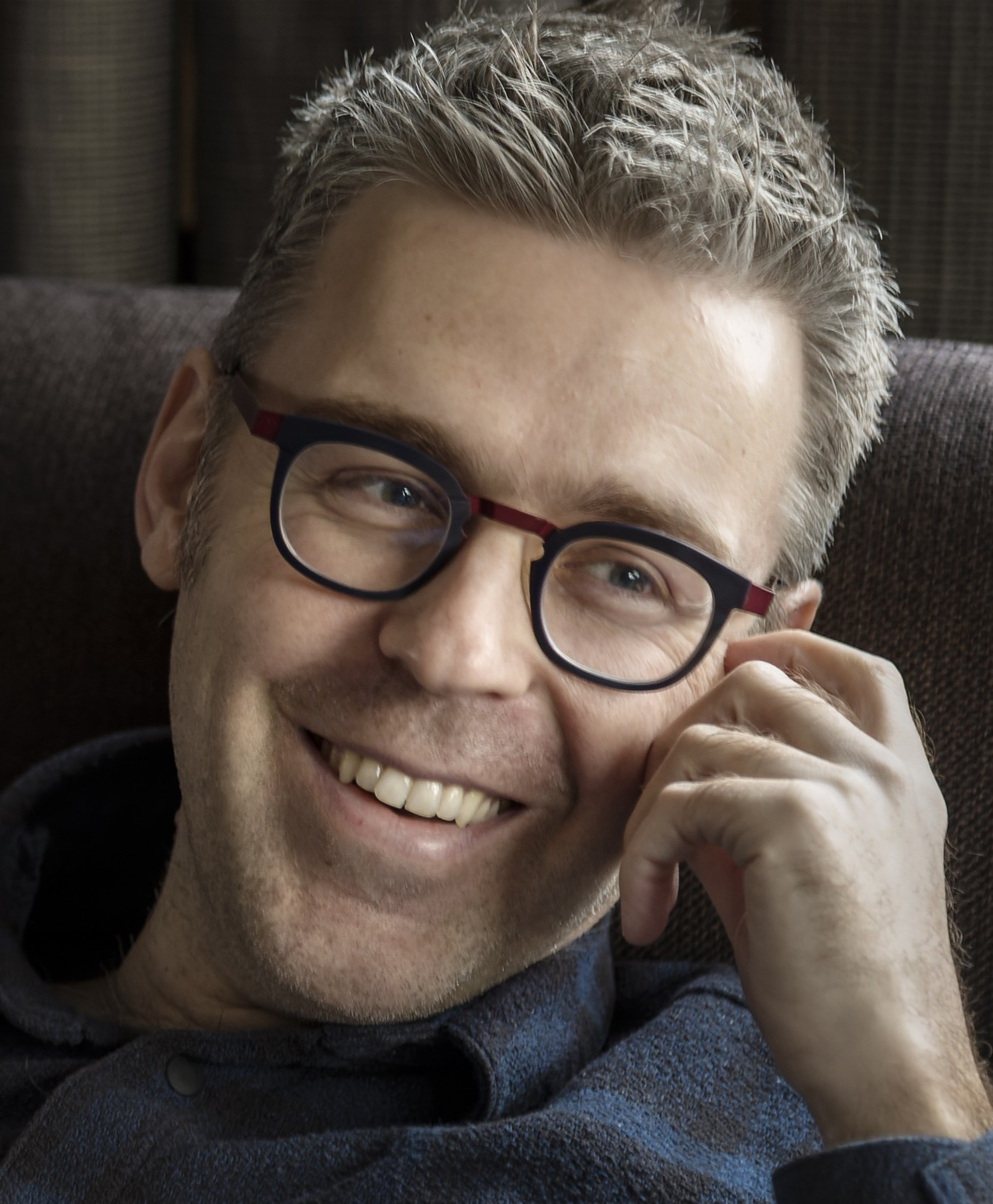
Stijn De Paepe
22 februari

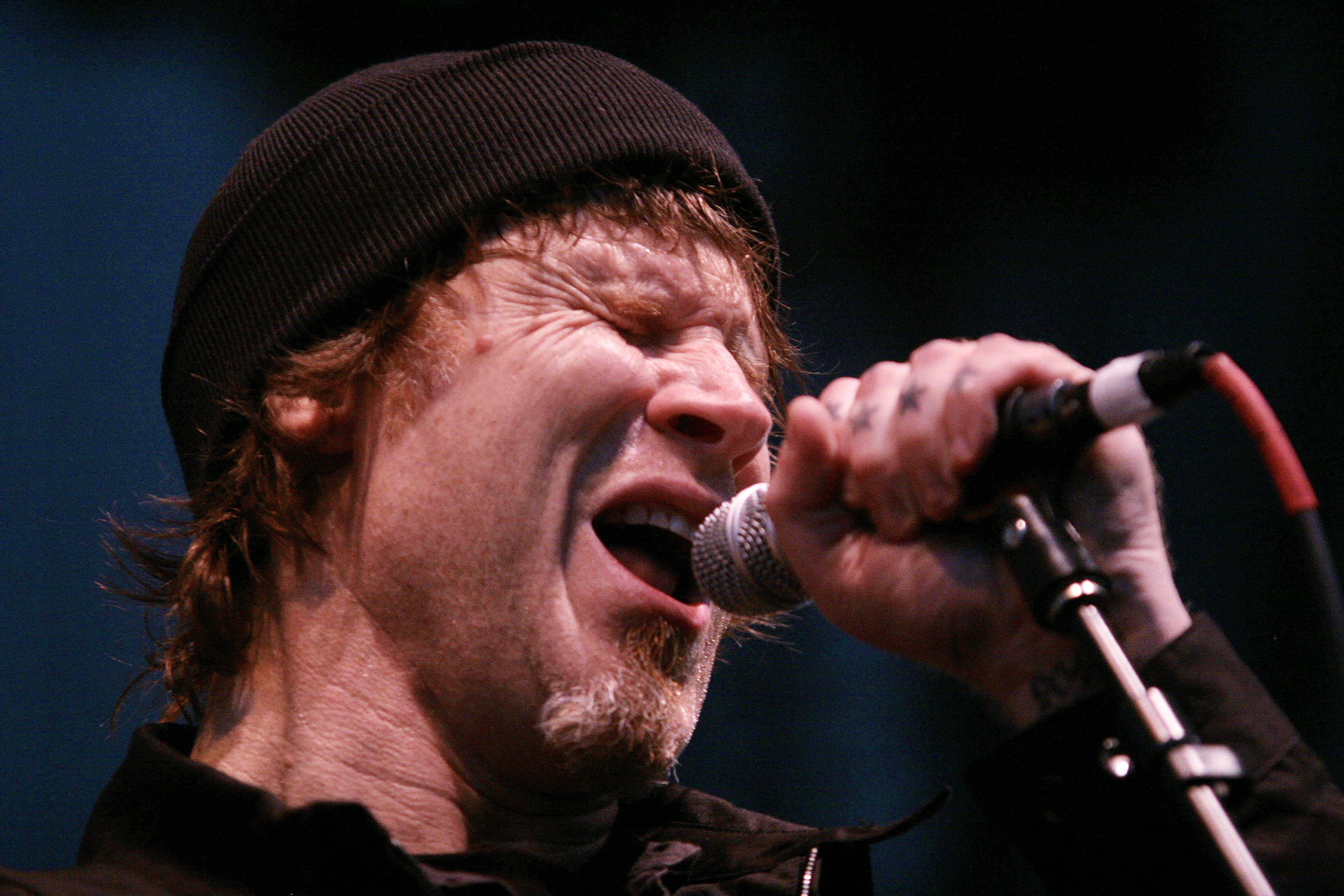
Mark Lanegan
22 februari

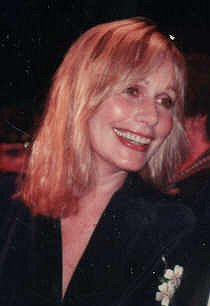
Sally Kellerman
24 februari

| 1 | 2 | 3 | 4 | 5 | 6 | 7 | 8 | 9 | 10 | 11 | 12 | 13 | 14 | 15 | 16 | 17 | 18 | 19 | 20 | 21 | 22 | 23 | 24 | 25 | 26 | 27 | 28 |
| - | - | - | - | - | - | - | - | - | -- | -- | -- | -- | -- | -- | -- | -- | -- | -- | -- | -- | -- | -- | -- | -- | -- | -- | -- |

### 1 februari
- Jan Callewaert (65), Belgisch ondernemer en sportbestuurder[1]
- Lotfollah Safi Golpaygani (102), Iraans ayatollah[2]
- Paolo Graziosi (82), Italiaans acteur[3]
- Shintaro Ishihara (89), Japans auteur, acteur en politicus[4]
- Willie Leacox (74), Amerikaans drummer[5][6]
- Leo Lukassen (77), Nederlands artiestenmanager[7]
- Remi De Roo (97), Canadees bisschop[8]

### 2 februari
- Alberto Baillères (90), Mexicaans ondernemer[9]
- Joe Diorio (85), Amerikaans jazzgitarist[10]
- Ezio Frigerio (91), Italiaans kostuumontwerper, decorateur en scenograaf[11]
- Klaas Tuinstra (76), Nederlands politicus[12]
- Monica Vitti (90), Italiaans actrice[13]

### 3 februari
- Mickey Bass (78), Amerikaans jazzbassist[14]
- Nicola Bellavia (32), Belgisch youtuber[15]
- Dieter Mann (80), Duits acteur en theaterregisseur[16]
- Christos Sartzetakis (92), Grieks jurist en staatsman[17]
- Francisco Raúl Villalobos Padilla (101), Mexicaans bisschop[18]
- Abu Ibrahim al-Hashimi al-Qurayshi (45), Iraaks terrorist[19]
- Frans Thys (86), Belgisch politicus[20]
- Jan op den Velde (90), Nederlands roeier[21]

### 4 februari
- Kerry Chater (76), Canadees muzikant en songwriter[22]
- Joris Vanhaelewyn (85), Belgisch pedagoog, dichter en ontwikkelingssamenwerker[23]

### 5 februari
- Julian Fowles (76), Amerikaans televisie- en filmproducent[24]
- Rubén Fuentes (95), Mexicaans violist en componist[25]
- Boris Melnikov (83), Sovjet-Russisch schermer[26]
- Christian Nau (77), Frans zeilwagenracer en auteur[27]

### 6 februari
- George Crumb (92), Amerikaans componist[28]
- Ronnie Hellström (72), Zweeds voetballer[29]
- Syl Johnson (85), Amerikaans muzikant[30]
- Lata Mangeshkar (92), Indiaas zangeres[31]
- Frank Pesce (75), Amerikaans acteur[32]
- Jo Vossen (86), Nederlands hoogleraar[33]

### 7 februari
- Jacques Calonne (91), Belgisch musicus en beeldend kunstenaar[34]
- Margarita Lozano (90), Spaans actrice[35]
- Zbigniew Namysłowski (82), Pools jazzmuzikant[36]
- Douglas Trumbull (79), Amerikaans filmproducent en filmregisseur[37]

### 8 februari
- Bill Lienhard (92), Amerikaans basketballer[38]
- Luc Montagnier (89), Frans viroloog[39]
- Robert Robinson (94), Amerikaans basketballer[40]

### 9 februari
- Betty Davis (77), Amerikaans zangeres en model[41][42]
- Ian McDonald (75), Brits musicus[43]
- Nora Nova (93), Bulgaars zangeres[44]
- André Wilms (74), Frans acteur[45]

### 10 februari
- Jevgenija Brik (40), Russisch actrice[46]
- Manuel Esquivel (81), Belizaans politicus[47]
- Denis Fraeyman (63), Belgisch voetballer[48]
- Duvall Hecht (91), Amerikaans roeier[49]
- Ari Olivier (82), Nederlands oplichter[50]

### 11 februari
- Ilia Datoenasjvili (84), Georgisch voetballer[51]
- Luís Ribeiro Pinto Neto (75), Braziliaans voetballer en trainer[52]
- Mike Rabon (78), Amerikaans zanger, gitarist en songwriter in rock- en countrymuziek[53]
- Sam Polanen (80), Surinaams jurist[54]
- Isabel Torres (52), Spaans actrice[55]
- Philippe van Kessel (76), Belgisch acteur en theaterregisseur[56]
- Peter Vlug sr. (90), Nederlands voorman pinksterbeweging[57]

### 12 februari
- Miguel Vicens Danus (78), Spaans bassist[58]
- Mireille Delmas-Marty (80), Frans juriste en docente[59]
- Carmen Herrera (106), Cubaans-Amerikaans kunstschilder[60][61]
- William Kraft (98), Amerikaans componist en dirigent[62]
- Tomás Osvaldo González Morales (86), Chileens bisschop[63]
- Ivan Reitman (75), Slowaaks-Canadees filmregisseur en filmproducent[64]

### 13 februari
- Val Robinson (80), Brits hockeyspeelster[65]
- Eduardo Romero (67), Argentijns golfer[66]
- Halina Sevruk (92), Oezbeeks beeldhouwster[67]

### 14 februari
- Vic Bonke (82), Nederlands fysioloog en politicus[68]
- Ralf Bursy (66), Duits pop- en rockzanger en muziekproducent[69]
- Borislav Ivkov (88), Servisch schaker[70]
- Julio César Morales (76), Uruguayaans voetballer[71]
- Sandy Nelson (83), Amerikaans drummer[72]

### 15 februari
- Roger Lambrecht (90), Belgisch voetbalbestuurder en ondernemer[73]
- P.J. O'Rourke (74), Amerikaans journalist en schrijver[74]
- Ricardo Puno jr. (76), Filipijns jurist, televisiepresentator en columnist[75]
- Józef Zapędzki (92), Pools schutter[76]

### 16 februari
- Michel Deguy (91), Frans dichter en filosoof[77]
- Ronnie Leitgeb (62), Oostenrijks tennistrainer[78]
- Andrej Lopatov (64), Russisch basketbalspeler[79]
- Luigi De Magistris (95), Italiaans kardinaal[80]
- Amos Sawyer (76), Liberiaans politicus en academicus[81]
- Jack Smethurst (89), Brits acteur[82]
- Ramon Stagnaro (67), Peruviaans gitarist[83]

### 17 februari
- David Brenner (59), Amerikaans filmeditor[84]
- Máté Fenyvesi (88), Hongaars voetballer[85]
- Marc Hamilton (78), Canadees zanger[86]
- Derek Hussey (65), Brits zanger, songwriter[87]
- Jürgen Lässig (78), Duits autocoureur[88]
- André Messelis (91), Belgisch wielrenner[89]
- Giuseppe Ros (79), Italiaans bokser[90]
- David Tyson (62), Amerikaans zanger[91]

### 18 februari
- Gabriel Bach (94), Duits-Israëlisch advocaat[92]
- Jan Ditmeijer (93), Nederlands voetballer en operazanger[93]
- François Gros (96), Frans bioloog[94]
- Mauri (87), Spaans voetballer[95]
- Lindsey Pearlman (43), Amerikaans actrice[96][97]
- Chris Scicluna (62), Maltees zanger[98][99]

### 19 februari
- Gary Brooker (76), Brits zanger, componist en pianist[100]
- Jean-Luc Brunel (76), Frans modellenagent[101]
- Dan Graham (79), Amerikaans kunstenaar[102]
- Maarten van Kleef (68), Nederlands anesthesioloog[103]
- Cavier Marc (74), Mexicaans acteur[104]
- Kakuichi Mimura (90), Japans voetballer[105]
- Jacques Poos (86), Luxemburgs politicus[106]
- Focko de Zee (86), Nederlands auteur en directeur[107]

### 20 februari
- Pier van Brakel (88), Nederlands acteur[108]
- Jamal Edwards (31), Brits ondernemer, auteur, regisseur en dj[109]
- Joni James (91), Amerikaans zangeres[110]
- Nils Lindberg (88), Zweeds componist en pianist[111]
- Oleksandr Sydorenko (61), Sovjet-Oekraïens zwemmer[112]

### 21 februari
- Ernie Andrews (94), Amerikaans blues- en jazzzanger[113]
- Stewart Bevan (73), Brits acteur[114]
- John Emery (90),  Canadees bobsleeremmer[115]
- Theo ten Kate (90), Nederlands jurist[116]
- Abdul Waheed Khan (85), Pakistaans hockeyspeler[117]
- Joost Kloeg (78), Nederlands hoogleraar[118]
- Wolfram Schneider (79), Duits beeldhouwer en graficus[119]
- Chor Yuen (87), Chinees filmregisseur, scriptschrijver en acteur[120]

### 22 februari
- Stijn De Paepe (42), Belgisch dichter[121]
- Anna Karen (85), Zuid-Afrikaans-Brits actrice[122]
- Eberhard Kube (85), Duits pantomimespeler[123]
- Mark Lanegan (57), Amerikaans zanger en muzikant[124]

### 23 februari
- Jaakko Kuusisto (48), Fins dirigent, violist en componist[125]
- Antonietta Stella (92), Italiaans sopraan[126]

### 24 februari
- Jan Gomola (80), Pools voetballer[127]
- Ivanka Hristova (80), Bulgaars atleet[128]
- Sally Kellerman (84), Amerikaans actrice[129]
- Kathleen Nord (56), Oost-Duits zwemster[130]

### 25 februari
- Laurel Goodwin (79), Amerikaans actrice[131]
- Shirley Hughes (94), Brits (kinderboeken)schrijfster en illustratrice[132]
- Dree Peremans (72), Belgisch schrijver en radiomaker[133]

### 26 februari
- Kevin Neufeld (61), Canadees roeier[134]
- Danny Ongais (79), Amerikaans autocoureur[135]

### 27 februari
- Ichiro Abe (99), Japans judoka[136]
- Veronica Carlson (77), Brits actrice en model[137]
- Ned Eisenberg (65), Amerikaans acteur[138]
- Arend Jan Heerma van Voss (79), Nederlands journalist, omroepbestuurder en acteur[139]
- Teun Hocks (74), Nederlands fotograaf, decorbouwer en kunstenaar[140]

### 28 februari
- Kirk Bailey (59), Amerikaans acteur[141]
- Bert Bouma (92), Nederlands voetballer[142]
- Leonhard Lapin (74), Ests architect en kunstenaar[143]
- Christopher Mallaby (85), Brits diplomaat[144]

### Datum onbekend
- Harm Dost (74), Nederlands hasjsmokkelaar[145]
- Henry Lincoln (92), Brits auteur, televisiepresentator, scenarioschrijver en acteur[146]

januari ·
februari ·
maart ·
april ·
mei ·
juni ·
juli ·
augustus ·
september ·
oktober ·
november ·
december
1900 ·
1901 ·
1902 ·
1903 ·
1904 ·
1905 ·
1906 ·
1907 ·
1908 ·
1909 ·
1910 ·
1911 ·
1912 ·
1913 ·
1914 ·
1915 ·
1916 ·
1917 ·
1918 ·
1919 ·
1920 ·
1921 ·
1922 ·
1923 ·
1924 ·
1925 ·
1926 ·
1927 ·
1928 ·
1929 ·
1930 ·
1931 ·
1932 ·
1933 ·
1934 ·
1935 ·
1936 ·
1937 ·
1938 ·
1939 ·
1940 ·
1941 ·
1942 ·
1943 ·
1944 ·
1945 ·
1946 ·
1947 ·
1948 ·
1949 ·
1950 ·
1951 ·
1952 ·
1953 ·
1954 ·
1955 ·
1956 ·
1957 ·
1958 ·
1959 ·
1960 ·
1961 ·
1962 ·
1963 ·
1964 ·
1965 ·
1966 ·
1967 ·
1968 ·
1969 ·
1970 ·
1971 ·
1972 ·
1973 ·
1974 ·
1975 ·
1976 ·
1977 ·
1978 ·
1979 ·
1980 ·
1981 ·
1982 ·
1983 ·
1984 ·
1985 ·
1986 ·
1987 ·
1988 ·
1989 ·
1990 ·
1991 ·
1992 ·
1993 ·
1994 ·
1995 ·
1996 ·
1997 ·
1998 ·
1999 ·
2000 ·
2001 ·
2002 ·
2003 ·
2004 ·
2005 ·
2006 ·
2007 ·
2008 ·
2009 ·
2010 ·
2011 ·
2012 ·
2013 ·
2014 ·
2015 ·
2016 ·
2017 ·
2018 ·
2019 ·
2020 ·
2021 ·
2022 ·
2023 ·
2024 ·
2025